# Solvay
Solvay S.A. (Сольвей С. А.) — бельгийская химическая компания, одна из крупнейших в Европе и мире. Штаб-квартира расположена в Брюсселе. В списке крупнейших компаний мира Forbes Global 2000 за 2021 год заняла 969-е место.

## История

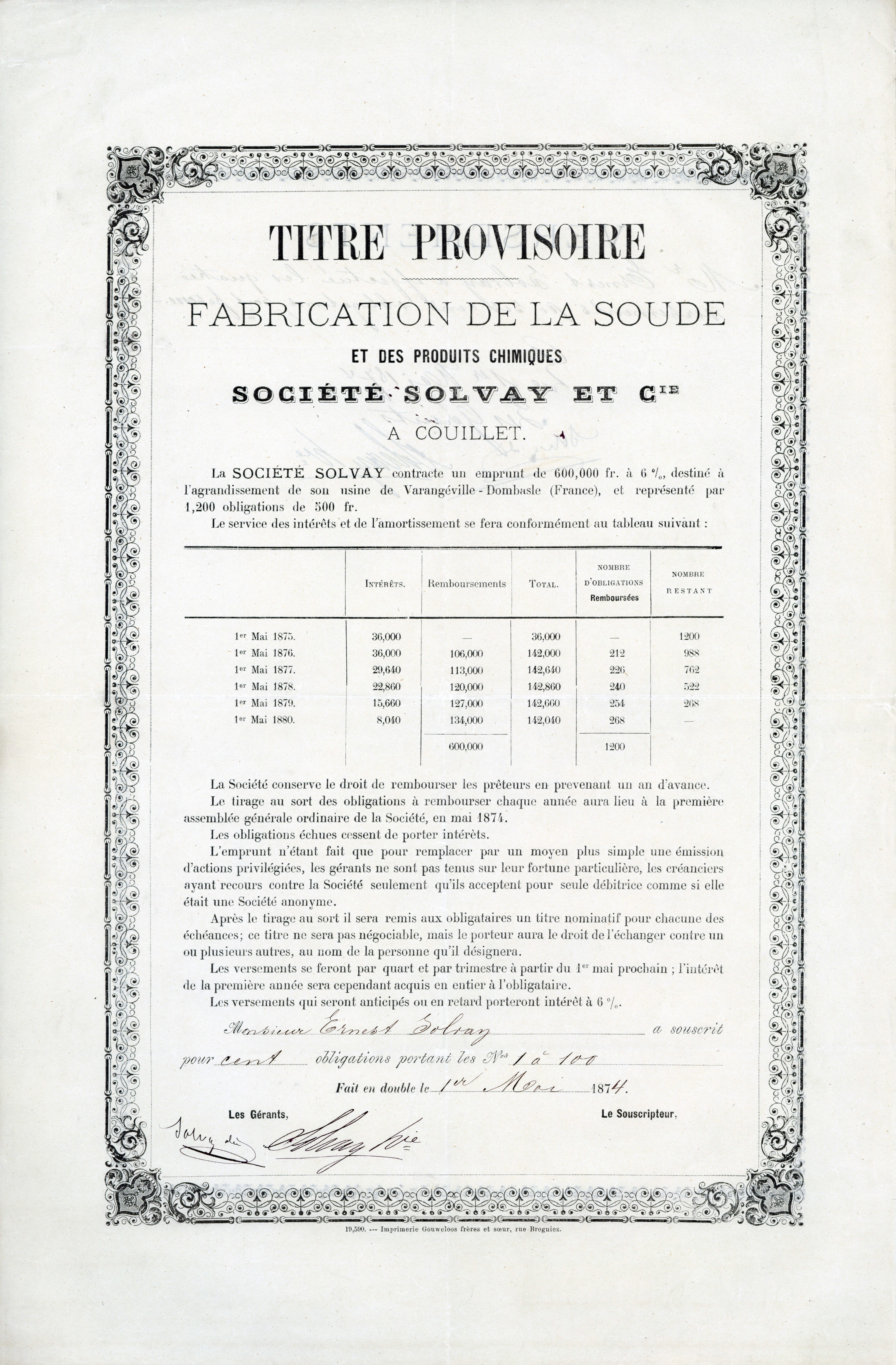
Глобальный сертификат на 100 облигаций № 1-100 компании Société Solvay & Cie. по 500 франков каждая, выданный 1 мая 1874 года Эрнесту Сольвею и подписанный им лично как старшим директором. Облигация под 6 % годовых на общую сумму 600 000 франков была выпущена для строительства фабрики в Домбаль-сюр-Мёрте во Франции.

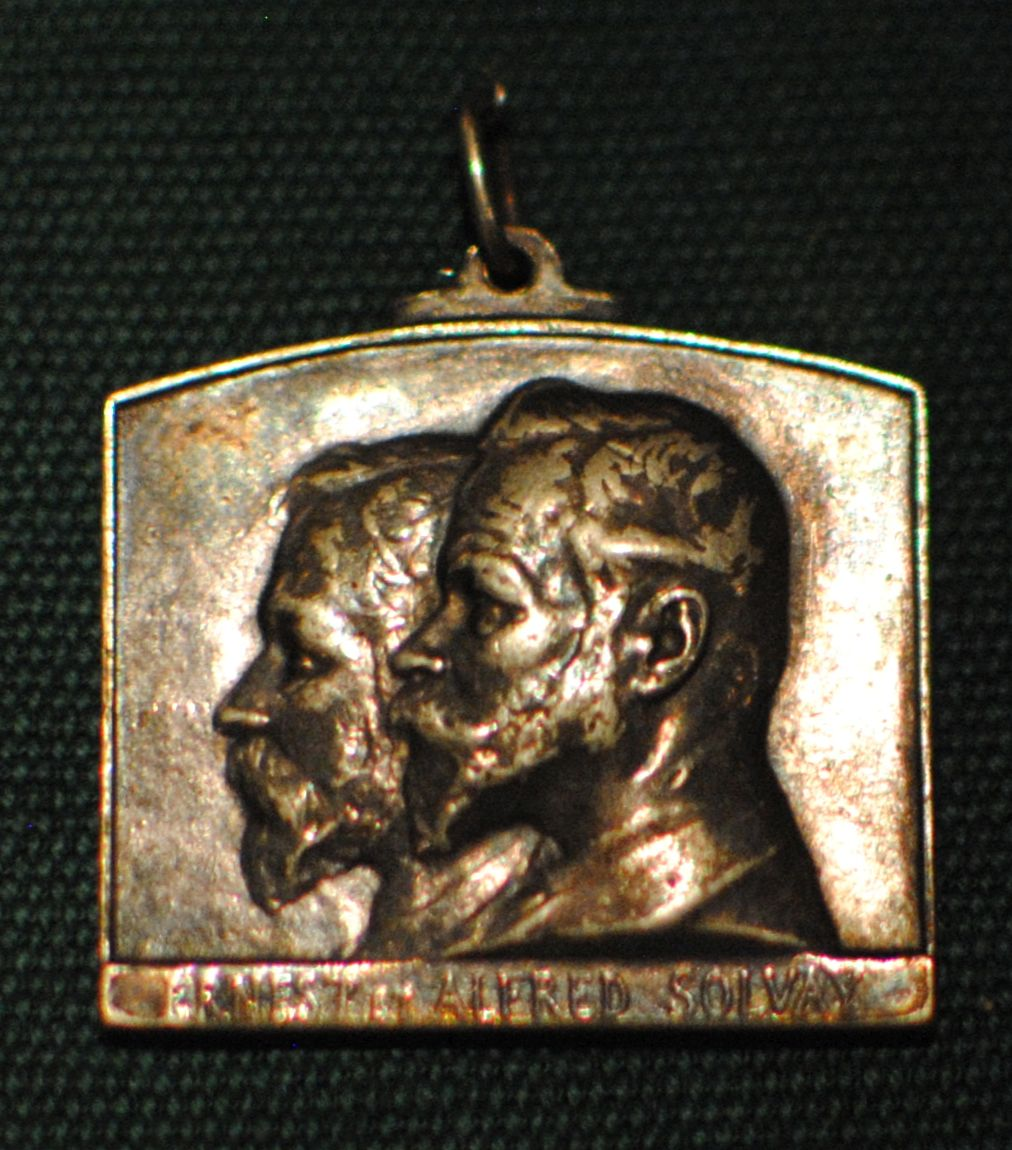
Медаль, отлитая в 1913 году в честь 50-летия Solvay. Текст (на французском) гласит: «Ernest et Alfred Solvay»

В 1861 году Эрнест Сольве разработал новый способ получения пищевой соды. Затем, в 1863 году, он же основал собственное предприятие по её промышленному производству. Позднее предприятия были открыты во Франции, Англии, Германии, Соединенных Штатах Америки и России. В 1895 году компания освоила производство хлора с помощью электролиза. На 1913 год у компании было 34 завода.
В 1949 году компания расширила сферу деятельности, начав производство поливинилхлорида, а в 1959 году — полиэтилена. В 1960-х годах компания начала выпуск готовых изделий из пластмасс, таких как пластиковые бутылки, плёнки, трубы и автокомплектующие. В 1971 году Solvay была преобразована в публичную компанию; до этого она полностью контролировалась потомками основателя, семьями Сольве и Боэль. На середину 1970-х годов первоначальный продукт компании, сода, приносила всего 20 % выручки, её доля ещё больше сократилась после 1976 года, когда в США начали более дешёвое и чистое производство соды из минерала трона. В 1984 году был создан американский филиал Solvay America, Inc. С 1980-х годов всё большее значение для компании начало иметь фармацевтическое подразделение, имевшее собственные разработки в таких областях, как кардиология и метаболическая терапия, психиатрия и неврология, ферменты поджелудочной железы и гастроэнтерология, профилактика гриппа, мужское и женское здоровье. Фармацевтические производства Solvay Pharma находились в пяти странах Западной Европы, а также в США, Канаде и Японии.
В 1990-х годах спрос на пластмассы в Европе упал, 1993 год компания (лишь второй раз за свою историю) закончила с убытком. Solvay начала продажу непрофильных активов и расширение географии деятельности в США и Азию.
В 2009 году Solvay договорилась о продаже подразделения Solvay Pharma компании Abbott Laboratories за €4,5 млрд. Сделка была завершена в феврале 2010 года.
В 2011 году была куплена французская химическая компания Rhodia; стоимость сделки составила 3,4 млрд евро.

## Собственники и руководство

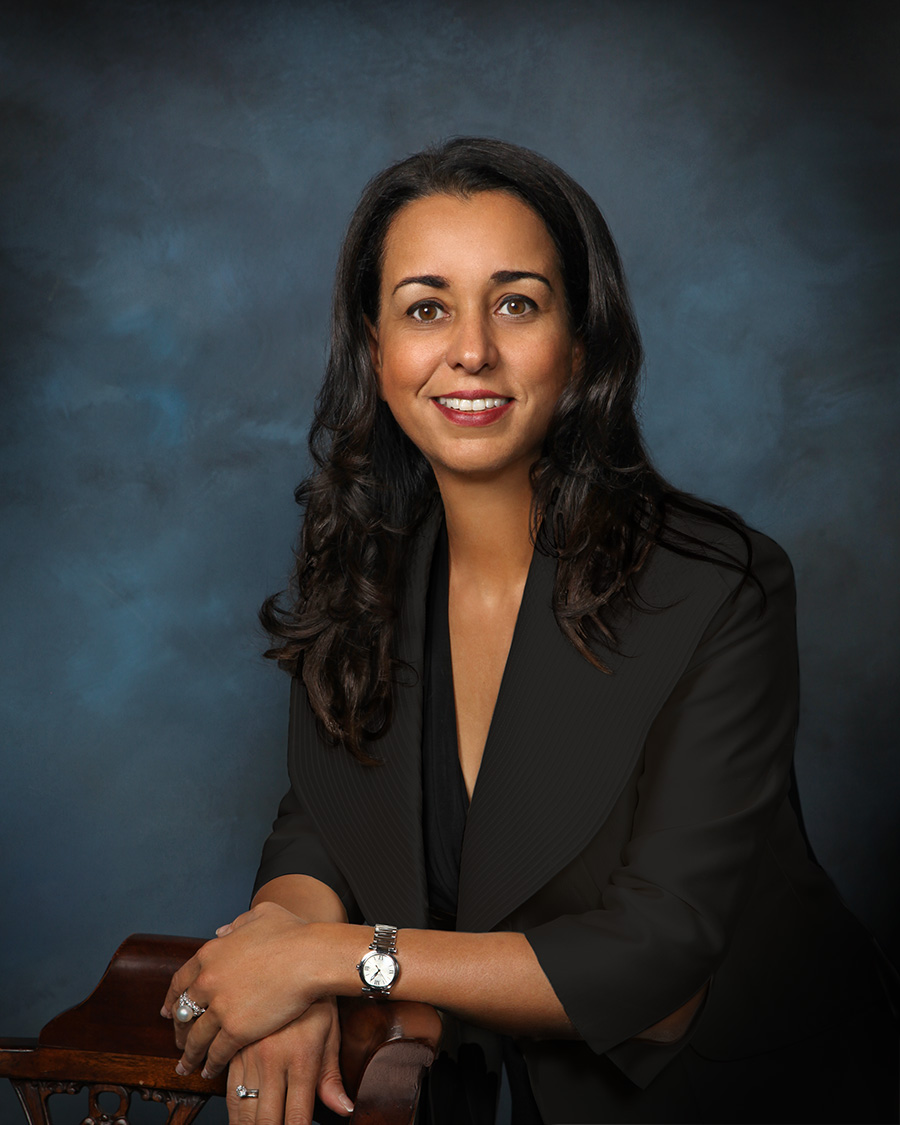
Ильхам Кадри, 2015 год

Крупнейшим акционером (30,81 % акций) является компания Solvac SA; она была основана в 1983 году и контролируется потомками основателя.
- Николя Боэль (Nicolas Boël, род. в 1962 году) — председатель совета директоров с 1998 года.
- Ильхам Кадри (Ilham Kadri, род. 14 февраля 1969 года в Марокко) — председатель исполнительного комитета и главный исполнительный директор с 2019 года. Прежние места работы включают Royal Dutch Shell, LyondellBasell, UCB, Huntsman Corporation, Dow Chemical, Sealed Air Corporation (2013—2018 год). Также член советов директоров компаний A.O. Smith[англ.] и L'Oreal.

## Деятельность
Solvay ведёт деятельность в 63 странах. Компания является крупнейшим в мире производителем соды (карбоната и гидрокарбоната натрия) и перекиси водорода.
Основные подразделения по состоянию на 2021 год:
- Основные химикаты — карбонаты натрия, перекись водорода, кварц, редкоземельные катализаторы; выручка 4,1 млрд евро.
- Специализированные химикаты — композитные материалы, ароматизаторы, реагенты для нефтегазовой отрасли; выручка 6 млрд евро.

Основные регионы деятельности:
- Европа — 36 предприятий, 27 % выручки;
- Северная Америка — 36 предприятий, 26 % выручки;
- Латинская Америка — 6 предприятий, 13 % выручки;
- Азиатско-Тихоокеанский регион — 20 предприятий, 34 % выручки.

### Solvay в России
В апреле 2006 года компания заявила о подготовке к строительству в Нижегородской области России (совместно с компанией «Сибур») завода по производству поливинилхлорида (ПВХ) стоимостью около 450 млн евро.

## Интересные факты
- Кароль Юзеф Войтыла, будущий глава католической церкви Иоанн Павел II, в годы Второй мировой войны работал на химической фабрике Solvay, чтобы избежать депортации в Германию[8].